# Elemér Kovács
Elemér Kovács (Budapest, 30 giugno 1890 – 11 dicembre 1965) è stato un allenatore di calcio e calciatore ungherese, di ruolo centrocampista.

## Carriera

### Calciatore
Da calciatore ha vestito la maglia del Ferencvárosi.

### Allenatore
Nella stagione 1935-1936 ha allento il Padova, subentrando a Pietro Colombati.